# リャド (契約)
リャド（ロシア語: Ряд）とは、キエフ・ルーシ期のルーシにおける、法的な拘束力を有する契約・協定のうちの1つである。
リャドは公（クニャージ）・貴族（ボヤーレ）などの領主層と、経済的に他に依存する人々もしくは個人との間で締結された。リャドの締結によって従属する立場となった人はリャドヴィチと呼ばれ、リャドに基づき労働を行った。
また、リャドは公と民会（ヴェーチェ）、もしくは公と都市との間にも締結することができた。公はリャドに違反した場合、その職務を失う可能性もあった。